# Emerson Royal
Emerson Aparecido Leite de Souza Junior (São Paulo, 14 de janeiro de 1999), mais conhecido como Emerson Royal, é um futebolista brasileiro que atua como lateral-direito. Atualmente joga no Flamengo.

## Carreira

### Ponte Preta

#### Base
Nascido em São Paulo, Emerson juntou-se à formação juvenil da Ponte Preta em 2015 e foi promovido ao time principal no ano seguinte. 

#### Principal
Depois de aparecer como substituto não utilizado em algumas partidas do Campeonato Brasileiro de 2016, Emerson fez sua estreia em 22 de fevereiro de 2017, em um empate em 2 a 2 contra o Linense pelo Campeonato Paulista. O lateral estreou no Brasileirão no dia 5 de novembro, substituindo John Kleber, lesionado, em uma derrota por 2 a 0 diante do Bahia. Emerson atuou no total em três partidas na Série A, onde a Macaca acabaria sendo rebaixada.
Promovido ao elenco principal antes da temporada de 2018, Emerson tornou-se titular regular de Macaca, fazendo 14 participações no Campeonato Paulista de 2018. Em 2 de abril de 2018, ele marcou seu primeiro gol profissional, o vencedor da final do Campeonato Paulista do Interior contra o Mirassol.

### Atlético Mineiro
Em 27 de abril de 2018, Emerson assinou pelo Atlético Mineiro. O jogador realizou sua estreia pelo clube no dia 19 de maio, jogando os 90 minutos na vitória por 1 a 0 sobre o rival Cruzeiro. Inicialmente um substituto para Patric, o lateral terminou o ano com 23 jogos na temporada. Marcou seu primeiro gol pelo Galo no dia 30 de setembro, numa goleada em casa por 5 a 2 o Sport, válida pelo Campeonato Brasileiro.
Em 31 de janeiro de 2019, o Atlético Mineiro anunciou o acerto da venda de Emerson ao Barcelona, que seria concretizada em julho, por 12,7 milhões de euros.

### Barcelona
Em 31 de janeiro de 2019, após Emerson disputar o Sul-Americano Sub-20 de 2019 com a Seleção Brasileira, o Atlético Mineiro anunciou o acerto da venda de Emerson ao Barcelona, a ser concretizada em julho de 2019, por 12,7 milhões de euros, até 2024. A negociação consistiu de uma operação financeira conjunta entre Barcelona e Betis, na qual cada clube arcou com metade do valor da taxa de transferência e repartiu os direitos federativos de Emerson. O acordo firmou que ele se tornaria jogador do Betis em julho de 2019, enquanto o Barcelona reteve a opção de readquiri-lo por 6 milhões de euros em 2021.

### Betis

#### 2018–19
Foi apresentado ao Betis no dia 18 de fevereiro de 2019. Sua estreia foi três dias depois, em 21 de fevereiro, contra o Rennes, em jogo válido pela Liga Europa da UEFA. Realizou sua estreia La Liga no dia 10 de março, numa derrota por 1 a 0 contra o Celta de Vigo.
Devido a adaptação, Emerson atuou pouco no restante da temporada, sendo em boa parte suplente de Antonio Barragán, que vinha sendo titular desde o início da temporada.

#### 2019–20
Após disputar o restante da temporada 2018–19, Emerson, agora mais adaptado, iniciou a temporada 2019–20 como titular. O lateral marcou pela primeira vez pelo Betis no dia 27 de setembro, numa derrota contra o Villarreal, válida pela La Liga. Em 30 de outubro de 2019, na mesma semana em que foi convocado por Tite para a Seleção Brasileira principal, Emerson marcou na vitória por 2 a 1 sobre o Celta de Vigo.
No dia 31 de dezembro de 2019, após as 18 primeiras rodadas na La Liga, Emerson fez parte da equipe ideal do torneio, em levantamento realizado pelo Wyscout, principal site de estatísticas da Europa. O lateral marcou dois gols e deu quatro assistências nos 15 jogos em que disputou na temporada 2019–20. Este desempenho o colocou no time da competição ao fim de 2019.
No dia 5 de janeiro de 2020, começou o ano da melhor forma, ao marcar no empate em 1 a 1 contra o Alavés, fora de casa, pela La Liga.
Emerson Royal encerrou a temporada muito bem, ele disputou 38 jogos, marcou dois gols e deu quatro assistências. Emerson também encerrou sua passagem pelo Betis, onde atuou em 79 partidas nas últimas três temporadas e marcou cinco gols.

### Tottenham

#### 2020–21
Foi anunciado como novo reforço do Tottenham em 31 de agosto, assinando contrato até 2026 e recebendo a camisa 12. O valor da transferência foi cerca de 30 milhões de euros. Emerson fez sua estreia pelos Spurs no dia 11 de setembro, numa derrota por 3 a 0 fora de casa contra o Crystal Palace, válida pela Premier League. Em 3 de abril de 2022, marcou seu primeiro gol pelo Tottenham na goleada em casa por 5 a 1 contra o Newcastle.

#### 2022–23
Em 29 de março de 2023, Emerson Royal foi submetido a uma cirurgia no menisco do joelho direito. O procedimento foi realizado com Rodrigo Lasmar, médico da Seleção Brasileira.

#### 2023–24
A temporada de Emerson Royal sob comando de Ange Postecoglou, não foi boa ele se tornou reserva de Pedro Porro e não conseguiu a confiança do treinador e dos torcedores quando foi titular. Ele participou de 21 jogos dos Spurs na Premier League, sendo titular em 11 deles. Em várias oportunidades participou das partidas em função de inúmeros desfalques do time de Londres e atuou fora de posição.
Emerson encerrou sua passagem pelo Tottenham, ao fim da temporada, onde disputou 101 jogos e anotou quatro gols.

### Milan
No dia 12 de agosto de 2024, foi anunciada a sua chegada ao Milan. O brasileiro assinou contrato com o clube italiano até 30 de junho de 2028, com opção de extensão por mais um ano. Emerson estreou-se no jogo em que o Parma derrotou o Milan por 2 a 1 em 24 de agosto, no estádio Ennio Tardini, em Parma, pela segunda rodada do Campeonato Italiano.

### Flamengo
Em 24 de julho de 2025, o Flamengo acertou a contratação de Emerson para repor a saída de Wesley, vendido para a Roma. O Milan havia encaminhado o empréstimo do lateral para o Beşiktaş, da Turquia, mas o clube carioca manifestou o desejo de contar com o atleta em definitivo e "atravessou" a negociação. A operação consistirá no pagamento de 9 milhões de euros por parte dos direitos econômicos do jogador. Foi anunciado oficialmente no dia 26, e usará a camisa 22.

## Seleção Nacional

### Sub-20
Emerson foi convocado pelo técnico Carlos Amadeu para o Torneio Toulon de 2017. Também participou do Campeonato Sul-Americano Sub-20 de 2019.

### Sub-23
Disputou o Torneio de Toulon com a Seleção Brasileira Sub-23.

### Principal
No dia 25 de outubro de 2019 foi convocado pelo técnico Tite para a Seleção Brasileira principal, para os amistosos contra Argentina e Coreia do Sul. Estreou contra a Coreia do Sul, entrando ao decorrer do 2° tempo, na vitória por 3 a 0.

## Vida pessoal
Royal, é um apelido de infância carregado por Emerson, por conta de uma marca de gelatina famosa no Brasil (Royal), a qual o seu mascote tem como característica a boca grande, o jogador chorava muito e uma tia sua o chamava assim por causa disso.

## Estatísticas
Atualizadas até 21 de fevereiro de 2020

### Clubes
| Clube             | Temporada         | Campeonato nacional[a] | Campeonato nacional[a] | Copa nacional[b] | Copa nacional[b] | Competições continentais[c] | Competições continentais[c] | Outros torneios[d] | Outros torneios[d] | Total | Total |
| Clube             | Temporada         | Jogos                  | Gols                   | Jogos            | Gols             | Jogos                       | Gols                        | Jogos              | Gols               | Jogos | Gols  |
| ----------------- | ----------------- | ---------------------- | ---------------------- | ---------------- | ---------------- | --------------------------- | --------------------------- | ------------------ | ------------------ | ----- | ----- |
| Ponte Preta       |                   |                        |                        |                  |                  |                             |                             |                    |                    |       |       |
| 2016              | 0                 | 0                      | 0                      | 0                | –                | –                           | 0                           | 0                  | 0                  | 0     |       |
| 2017              | 3                 | 0                      | 1                      | 0                | –                | –                           | 2                           | 0                  | 6                  | 0     |       |
| 2018              | 0                 | 0                      | 5                      | 0                | –                | –                           | 14                          | 1                  | 19                 | 1     |       |
| Total             | 3                 | 0                      | 6                      | 0                | 0                | 0                           | 16                          | 1                  | 25                 | 1     |       |
| Atlético Mineiro  | 2018              | 23                     | 1                      | –                | –                | –                           | –                           | –                  | –                  | 23    | 1     |
| Atlético Mineiro  | Total             | 23                     | 1                      | 0                | 0                | 0                           | 0                           | 0                  | 0                  | 23    | 1     |
| Barcelona         | 2018–19           | –                      | –                      | –                | –                | –                           | –                           | –                  | –                  | 0     | 0     |
| Barcelona         | Total             | 0                      | 0                      | 0                | 0                | 0                           | 0                           | 0                  | 0                  | 0     | 0     |
| Betis             | 2018–19           | 6                      | 0                      | 0                | 0                | 1                           | 0                           | –                  | –                  | 7     | 0     |
| Betis             | 2019–20           | 21                     | 3                      | 1                | 0                | 0                           | 0                           | –                  | –                  | 32    | 3     |
| Betis             | 2020–21           | 34                     | 1                      | –                | –                | –                           | –                           | –                  | –                  | 34    | 1     |
| Betis             | Total             | 61                     | 4                      | 1                | 0                | 1                           | 0                           | 0                  | 0                  | 73    | 4     |
| Barcelona         | 2021–22           | 3                      | 0                      | 0                | 0                | 0                           | 0                           | 1                  | 0                  | 4     | 0     |
| Barcelona         | Total             | 3                      | 0                      | 0                | 0                | 0                           | 0                           | 1                  | 0                  | 4     | 0     |
| Tottenham         | 2021–22           | 0                      | 0                      | 0                | 0                | 0                           | 0                           | 0                  | 0                  | 0     | 0     |
| Tottenham         | Total             | 0                      | 0                      | 0                | 0                | 0                           | 0                           | 0                  | 0                  | 0     | 0     |
| Total na carreira | Total na carreira | 90                     | 5                      | 7                | 0                | 1                           | 0                           | 17                 | 1                  | 125   | 6     |

- a. ^ Jogos do Campeonato Brasileiro e de La Liga
- b. ^ Jogos da Copa do Brasil e da Copa del Rey
- c. ^ Jogos da Copa Libertadores, Copa Sul-Americana e Liga Europa da UEFA
- d. ^ Jogos do Campeonato Paulista, Campeonato Mineiro e Troféu Joan Gamper

### Seleção Brasileira
Abaixo estão listados todos jogos e gols do futebolista pela Seleção Brasileira. Abaixo da tabela, clique em expandir para ver a lista detalhada dos jogos de acordo com a categoria selecionada.
Seleção principal
| Ano   |       |      |         |
| Ano   | Jogos | Gols | Assist. |
| ----- | ----- | ---- | ------- |
| 2019  | 1     | 0    | 0       |
| 2021  | 5     | 0    | 0       |
| 2022  | 1     | 0    | 0       |
| 2023  | 2     | 0    | 0       |
| Total | 9     | 0    | 0       |

|      | Data                   | Local                                                         | Resultado | Adversário    | Gol(s) | Assist. | Competição                  |
| 2019 | 2019                   | 2019                                                          | 2019      | 2019          | 2019   | 2019    | 2019                        |
| ---- | ---------------------- | ------------------------------------------------------------- | --------- | ------------- | ------ | ------- | --------------------------- |
| 1.   | 19 de novembro de 2019 | Estádio Mohammed Bin Zayed, Abu Dhabi, Emirados Árabes Unidos | 3–0       | Coreia do Sul | 0      | 0       | Amistoso                    |
| 2021 |                        |                                                               |           |               |        |         |                             |
| 2.   | 17 de junho de 2021    | Estádio Olímpico Nilton Santos, Rio de Janeiro, Brasil        | 4–0       | Peru          | 0      | 0       | Copa América de 2021        |
| 3.   | 27 de junho de 2021    | Estádio Olímpico, Goiânia, Brasil                             | 1–1       | Equador       | 0      | 0       | Copa América de 2021        |
| 4.   | 10 de julho de 2021    | Maracanã, Rio de Janeiro, Brasil                              | 0–1       | Argentina     | 0      | 0       | Copa América de 2021        |
| 5.   | 7 de outubro de 2021   | Estádio Olímpico de Caracas, Caracas, Venezuela               | 3–1       | Venezuela     | 0      | 0       | Elim. Copa do Mundo de 2022 |
| 6.   | 14 de outubro de 2021  | Arena da Amazônia, Amazonas, Brasil                           | 4–1       | Uruguai       | 0      | 0       | Elim. Copa do Mundo de 2022 |
| 2022 |                        |                                                               |           |               |        |         |                             |
| 7.   | 27 de janeiro de 2022  | Estádio Rodrigo Paz Delgado, Quito, Equador                   | 1–1       | Equador       | 0      | 0       | Elim. Copa do Mundo de 2022 |
| 2023 |                        |                                                               |           |               |        |         |                             |
| 8.   | 25 de março de 2023    | Estádio Ibn Batouta, Tânger, Marrocos                         | 1–2       | Marrocos      | 0      | 0       | Amistoso                    |
| 9.   | 16 de novembro de 2023 | Estádio Metropolitano, Barranquilla, Colômbia                 | 1–2       | Colômbia      | 0      | 0       | Elim. Copa do Mundo de 2026 |

## Títulos
Ponte Preta
- Campeonato Paulista do Interior: 2018

Milan
- Supercopa da Itália: 2024

Seleção Brasileira
- Torneio Internacional de Toulon: 2019